# Potiomkin (1900)
Potiomkin, właśc. Kniaź Potiomkin-Tawriczeskij (ros. Князь Потёмкин-Таврический) – rosyjski pancernik, jeden z symboli rewolucji 1905 roku w Rosji.

## Służba

### Budowa
Był to pancernik generacji przeddrednotów, według rosyjskiej klasyfikacji – pancernik eskadrowy. Projekt stanowił ostateczne rozwinięcie linii rosyjskich przeddrednotów czarnomorskich, bazując na wcześniejszych okrętach tej klasy. Budowę okrętu rozpoczęto w Mikołajowie w Rosji w 1898 roku (obecnie Mikołaiw na Ukrainie), wodowanie nastąpiło 26 września 1900. Okręt wszedł do służby we Flocie Czarnomorskiej w 1904 roku. Nosił nazwę: „Kniaź Potiomkin Tawriczeskij” na cześć Grigorija Potiomkina, aczkolwiek znany jest głównie pod nazwą skróconą „Potiomkin”.

### Bunt załogi w 1905
Część marynarzy „Potiomkina” należała do organizacji rewolucyjnej we Flocie Czarnomorskiej, tzw. Centralki. Przewodził im podoficer Grigorij Wakulenczuk. Grupa ta szykowała powstanie w całej Flocie Czarnomorskiej. 27 czerwca 1905 roku (14 czerwca wg kal. juliańskiego), w atmosferze rozruchów rewolucyjnych w Rosji, załoga okrętu samorzutnie zbuntowała się przeciw dowództwu i opanowała okręt. Bezpośrednim powodem wybuchu była odmowa załogi jedzenia barszczu ugotowanego na nieświeżym mięsie i groźba rozstrzelania opornych marynarzy. Dowódca okrętu, kapitan Jewgienij Golikow i pięciu oficerów zostali zabici, a pozostałych oficerów aresztowano. Wcześniej starszy oficer Ippolit Gilarowski śmiertelnie ranił Wakulenczuka. Pod przywództwem kwatermistrza Afanasija Matiuszenki „Potiomkin” oraz torpedowiec № 267, podnosząc czerwone rewolucyjne flagi, wpłynęły następnego dnia do ogarniętej strajkiem Odessy, gdzie następnie ich załogi wspierały rozruchy rewolucyjne. 30 (17 wg kal. juliańskiego) czerwca doszło do spotkania pancernika na morzu z eskadrą okrętów rządowych, której zadaniem było stłumienie buntu. W skład eskadry wchodziło 5 pancerników, krążownik oraz 6 niszczycieli, lecz ich załogi odmówiły strzelania do zbuntowanego okrętu. Do załogi „Potiomkina” przyłączyła się także załoga pancernika „Gieorgij Pobiedonosiec”, lecz następnego dnia poddała swój okręt władzom w Odessie. 2 lipca (19 czerwca wg kal. juliańskiego) powstanie wybuchło także na okręcie szkolnym „Prut”, lecz wkrótce upadło. „Potiomkin” przepłynął tego dnia do Konstancy w Rumunii, lecz odmówiono mu możliwości uzupełnienia zapasów węgla i prowiantu. Po kilku dniach dalszego rejsu po Morzu Czarnym, pancernik ponownie zawinął do Konstancy, gdzie 8 lipca (25 czerwca wg kal. juliańskiego) załoga opuściła okręt. Załoga torpedowca № 267 zdała swój okręt władzom w Sewastopolu.
Pancernik został następnego dnia zwrócony przez Rumunię władzom rosyjskim, po czym jego nazwę, uznaną za zhańbioną, zmieniono 12 października 1905 na „Pantielejmon” (Пантелеймон). 26 listopada 1905 nowa załoga pancernika przystąpiła do powstania w Sewastopolu, w którym tym razem główną rolę odgrywali marynarze krążownika „Oczakow”.
Oprócz „Potiomkina”, załogi kilku innych okrętów buntowały się przeciw rządowi carskiemu w latach 1905–1907.
Większość załogi „Potiomkina” pozostała na emigracji w Rumunii lub innych krajach. Część powróciła do Rosji, gdzie 173 było sądzonych. Ponieważ miało to miejsce już po carskim ukazie o złagodzeniu kar za przestępstwa polityczne z 21 października 1905 (wg kal. juliańskiego), tylko Matiuszenko, ujęty latem 1907 r., został skazany na karę śmierci i stracony, a pozostali byli skazani na katorgę, więzienie lub wysłani do służby we Flotylli Amurskiej na Dalekim Wschodzie (w stosunku do sądzonych wcześniej marynarzy z innych okrętów zapadło więcej wyroków śmierci).

### I wojna światowa, przewrót bolszewicki i wojna domowa
„Pantielejmon” brał udział w I wojnie światowej na Morzu Czarnym, uczestnicząc w akcjach sił głównych floty, między innymi w ostrzeliwaniu brzegów Turcji. 18 listopada 1914 wziął udział w potyczce koło przylądka Sarycz z niemieckim krążownikiem liniowym „Goeben” i krążownikiem lekkim „Breslau” (formalnie tureckimi „Yavuz Sultan Selim” i „Midilli”), jednakże z powodu ograniczonej widzialności „Pantielejmon” nie ostrzeliwał w toku bitwy niemieckich okrętów.
10 maja 1915 „Pantielejmon” wziął udział w bitwie pod Bosforem, w której odegrał istotną rolę, celnie ostrzeliwując „Goebena” i trafiając go pociskiem drugiej salwy, wystrzelonej według relacji z odległości 10,4 mili morskiej. 
13 kwietnia 1917 okręt został przemianowany ponownie na „Potiomkin-Tawriczeskij” (już bez „Kniaź”), a 11 maja 1917 na „Boriec za swobodu” (Борец за свободу – bojownik o wolność) jako pancernik dywizjonu, od 10 października 1917 okręt liniowy Floty Czarnomorskiej. W 1917 roku okręt uczestniczył w walkach o ustanawianie władzy radzieckiej na Krymie. Duża liczba marynarzy pancernika została spieszona, wcielona do oddziałów lądowych i walczyła w wojnie domowej. W maju 1918 został zdobyty w Sewastopolu przez Niemców, później wpadł w ręce białej Armii Ochotniczej gen. Denikina. W kwietniu 1919 został wysadzony w powietrze przez Francuzów, którzy nie chcieli, aby wpadł w ręce bolszewików. W 1923 roku został ostatecznie złomowany.

## Dane techniczne

### Uzbrojenie
- 4 działa kalibru 305 mm (długość lufy 40 kalibrów) w dwóch wieżach
- 16 dział kalibru 152 mm (długość lufy 45 kalibrów) w kazamatach
- 14 dział kalibru 75 mm
- 4 działa kalibru 47 mm
- 5 stałych wyrzutni torpedowych
- 2 działa 63 mm Baranowskiego desantowe
- 2 działa 47 mm, 2 działa 37 mm na kutrach

### Pancerz
- pas pancerny na burtach – 203–229 mm
- pokład – 38–76 mm
- wieże – 254 mm
- kazamaty – 127 mm
- pomost bojowy – 229 mm

## W kulturze
- w 1906 roku Tadeusz Miciński napisał dramat osnuty na autentycznych historycznych wydarzeniach buntu marynarzy rosyjskich Floty Czarnomorskiej w 1905 roku na pancerniku „Kniaź Potiomkin”;
- w 1925 roku reżyser Siergiej Eisenstein nakręcił o buncie na pancerniku film, Pancernik Potiomkin.

## Plany i modele
- Mały Modelarz nr. 1–2/84
- Orioł nr 33
- Modele plastikowe i żywiczne, w skalach 1:400 i 1:700

## Dalsza literatura
- Michał Glock, Legenda pewnego buntu. Pancernik Potiomkin, "Morze, Statki i Okręty" nr 9/2009